# レジア
レジア (redia) あるいはレディアとは、二生綱に属する吸虫のアロイオゲネシスと呼ばれる生活環を構成する幼生のひとつ。第1中間宿主となる巻貝の体内でスポロシストの体壁の胚細胞が単為生殖的に発育すると娘スポロシストかレジア幼生のいずれかになり、スポロシストの体表を破るか産門を経て脱出してくる。
レジアの体はスポロシストと同様に嚢状で体壁に胚細胞を有し、また産門を有することもあるが、スポロシストには欠けている原腎管を有し、ときに体の後方に1対の足状突起を有する。また何よりも特徴的な形質として口、咽頭、棒状の腸からなる消化器官をもつ。レジアは宿主の巻貝の中腸腺や生殖腺に寄生し、この消化器官を用いて周囲の組織をむさぼり食って育つ。
また宿主の組織のみならず同じ宿主に寄生している他の吸虫幼生を丸呑みして捕食することも知られている。このとき多くの種では同種を捕食せず、他種を選択的に捕食しているといわれているが、種によっては同種の幼生すら捕食していることが確認されている。この捕食行動によって、レジアのステージを有する吸虫は、同じ第1中間宿主の巻貝に多重寄生する競争者の吸虫幼生を排除する能力を持っているといわれるが、さらにまたそうした競争者排除を行う吸虫が宿主の免疫応答を打ち破り、安全に寄生を成立する上で、しばしば他種吸虫幼生との多重寄生を利用しており、吸虫幼生は第1中間宿主内で、複雑な種間関係を展開していることが知られている。
レジアの胚細胞が単為生殖的に発育すると、母体と同様のレジア、あるいはセルカリア幼生となる。レジア中にレジアが形成される場合、この形成する側のレジアを母レジア、形成される側のレジアを娘レジアと呼ぶ。こうしてレジア幼生の体内に形成される次世代の幼生は時に100個体を超えることもあり、体壁を破るか産門を経て宿主の体内に脱出してくる。種によっては宿主の寿命が続く限りセルカリアを生じ続け、巻貝に寄生を開始した最初の1個体のミラシジウム幼生から、結果として膨大な数の（ときには数万に及ぶ）セルカリアを生ずることとなる。